# JAARS (Carolina del Nord)
JAARS è un census-designated place (CDP) degli Stati Uniti d'America della contea di Union nello Stato della Carolina del Nord. La popolazione era di 597 persone al censimento del 2010. Il nome della regione deriva da JAARS, un'organizzazione non-profit che si trova da quelle parti.

## Geografia fisica
JAARS è situata a 34°51′44″N 80°44′50″W (34.862297, -80.747115).
Secondo lo United States Census Bureau, ha un'area totale di 0,8 miglia quadrate (2,2 km²).

## Società

### Evoluzione demografica
Secondo il censimento del 2000, c'erano 360 persone.

### Etnie e minoranze straniere
Secondo il censimento del 2000, la composizione etnica della città era formata dal 97,50% di bianchi, lo 0,28% di asiatici, l'1,94% di altre razze, e lo 0,28% di due o più etnie. Ispanici o latinos di qualunque razza erano il 2,22% della popolazione.